# Encryphia paraptila
Encryphia paraptila är en fjärilsart som beskrevs av Edward Meyrick 1890. Encryphia paraptila ingår i släktet Encryphia och familjen mätare. Inga underarter finns listade i Catalogue of Life.